# Normandia
Normandia este o provincie istorică în nordul Franței, care între 1955 și 2015 a fost divizată administrativ în Normandia de Sus, la nord de Paris, pe cursul inferior al Senei, și, în partea vestică, în Normandia de Jos, care cuprindea și Peninsula Cotentin.
Pe teritoriul Normandiei trăiesc 3,3 milioane de locuitori. Cele mai mari orașe sunt Rouen (385.000 locuitori), Le Havre (247.000 locuitori) și Cherbourg (89.000 locuitori). Rouen, în trecut capitală a provinciei, este din 2016 capitala regiunii administrative Normandia.

## Istorie

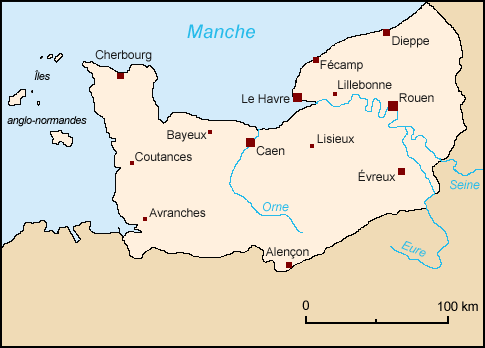
Harta Normandiei

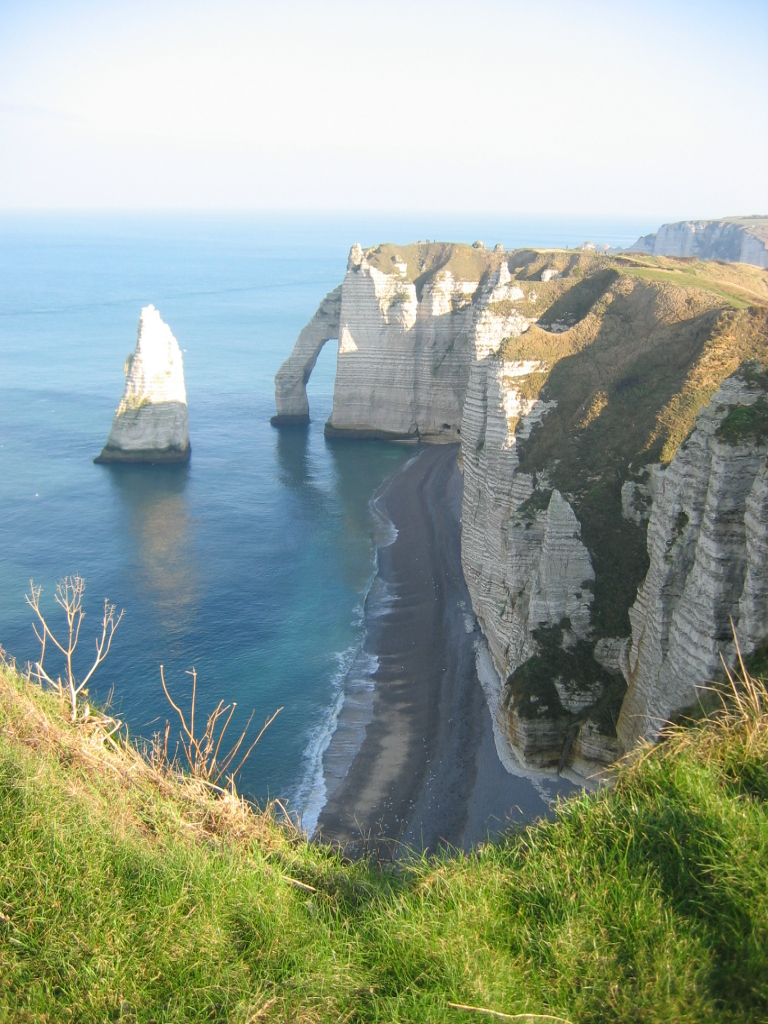
Faleză la nord de gurile Senei

### Invaziile normande
Numele ținutului este derivat din denumirea de normanzi („oameni din nord”), dată neamurilor germanice din Peninsula Scandinavă care se răspândiseră între secolele VIII și XI  pe insulele britanice, ajungând în secolul al IX-lea să devasteze și ținuturi din nordul regatului francilor. Treptat, acești năvălitori au început să se stabilească în Frizia și la gurile Loarei. Sub presiunea exercitată de anglo-saxoni așa-numita „Mare Oștire” a normanzilor a debarcat în anul 878 pe continent și a devastat timp de 13 ani ținuturile de nord ale francilor, silindu-l pe Carol al III-lea cel Gros, regele Franciei Occidentale, să plătească tributuri. După numeroase conflicte cu francii, normanzii s-au așezat în ținutul actual al Normandiei. Căpetenia lor Rollo (Gånge Rolf), probabil un nobil wiking originar din Norvegia, a încheiat ulterior un acord cu Carol al III-lea cel Simplu, regele Franței, în 911 la St.-Clair-sur-Epte. Trecând la creștinism, el a primit ca feudă teritoriul din jurul Rouen-ului și de la gurile Senei, deci zona actualei Normanzii de Sus. Supușii lui Rollo s-au convertit, de asemenea, la creștinism și au colonizat Normandia, care era pe atunci în mare parte devastată și lipsită de structuri feudale și ecleziastice, apărând-o astfel de invaziile altor grupuri de wikingi. Populația va adopta inițial limba normandă, mai târziu însă limba franceză.

### De la statul carolingian până la organizarea feudală a ducatului (911-1066)
După ce primii principi normanzi, Rollo (911 - 932) și fiul său William (ca. 932 - 942), care purta în același timp titlul de conte de Rouen, se limitaseră la zona Rouenului, Rudolf de Burgundia a alipit Normandiei între 924 și 933 ținuturile actualei Normandii de Jos, în care predominaseră până atunci triburi vrăjmașe noului principat, formate mai ales din danezi veniți din Anglia și norvegieni din Irlanda. Nordul peninsulei Contentin și ținutul Pays de Caux au fost cele mai marcate de colonizarea cu populații scandinavice. Carolingianul Ludovic al IV-lea (914-984) a încercat după asasinarea lui Guillaume în 942 să se descotorosească de casa princiară normandă, rămasă sub conducerea minorului Richard I, fără a avea însă succes.
Principatul a cunoscut o perioadă de înflorire la finele secolului al X-lea. După o dezvoltare în limitele hotarelor stabilite de carolingieni sub domnia lui Richard I (m. 996) a urmat o perioadă de continuă consolidare a puterii sub Richard al II-lea (996-1026), avantajată de cutumele preluate din trecutul viking, care stăteau la baza unui sistem pregnant ierarhic, caracterizat de pildă prin norma ullac, care permitea exilarea imediată a rebelilor și confiscarea bunurilor acestora. Apanajele titlului de conți asiguraseră pe de-asupra legitimarea puterii din mâinile familiei de principes Normannorum care, exercitată în modul autonom caracteristic Evului Mediu timpuriu, a dus la o stabilizare economică și politică a regiunii. Conform acestei autonomii ținuturile au purtat sub carolingieni denumirea de regnum, principii normanzi asumându-și ei înșiși răspunderea pentru implementarea dreptului și instituțiilor francilor. Titlul de marchio, marchiz, dobândit de Richard I. în 965/968, i-a permis acestuia să instituie la rândul său conți în domeniu, alegându-i din rândurile propriei familii. Titlul de duce a fost purtat de casa normandă după venirea la putere a Capețienilor, începând cu anul 987. Și ducatul a fost legat de casa regală a Franței doar prin obligații infime. Guvernarea centrală s-a bazat pe atunci, la cumpăna dintre secolele X și XI, pe trei palatinate. Două dintre acestea, Rouen și Fécamp, erau situate în inima ducatului, Bayeux într-o zonă limitrofă. Organizarea fiscală, bazată începând cu anul 1000 pe funcționari locali, și privilegiile ducale care permiseseră multor țărani să se elibereze din starea de iobăgie au dus la o enormă prosperitate a ducatului. O altă cauză a acestei înfloriri economice trebuie văzută în relațiile comerciale cu zona de nord-vest a Europei, care au fost intense până la apariția primelor așezări fortificate, în 1025-1030, din care s-au dezvoltat mai târziu orașele normande, de exemplu Caen.
Consolidarea formelor feudale a fost intrinsec legată de reinstaurarea instituțiilor bisericești. Punctul de cristalizare al acestei dezvoltări a fost abația de la Fécamp. Ctitorii importante din timpul domniei lui Richard I au fost mănăstirile de la Fontenelle și Mont Saint-Michel. Richard al II-lea s-a folosit în mod sistematic în exercitarea stăpânirii sale de această consolidare, susținându-l de exemplu pe abatele din Guillaume de Volpiano, a cărui mănăstire din Fécamp dobândise exempțiunea, în impunerea reformelor de la Cluny. Acestea au fost favorizate de creșterea demografică și economică în ținut între finele secolului al X-lea și începutul secolului al XI-lea. Aristocrația normandă era asimilată pe atunci celei autohtone și supuse unui proces continuu de înnoire prin imigranți franci.
Un puternic promotor al sistemului feudal a fost Robert I. Magnificul, duce al Normandiei între 1027 și 1035. Reformele sale, justificate de necesitatea de a administra un teritoriu întins, au căpătat în curând o dinamică proprie și au dus, după moartea lui Robert I., la dezintegrarea puterii centrale. Dezintegrarea a fost favorizată de minoratul urmașului lui Robert, William zis "Bastardul", ulteriorul cuceritor al Angliei, și s-a manifestat prin clădirea neautorizată de motte  și prin răzmerițe ale baronilor din Normandia de Jos. Ducele William și-a reinstaurat însă autoritatea cu ajutorul bisericii, declarând "Pacea Domnului" ("Pax Dei"/"Treuga Dei") în ducat și impunând în ierarhia ecleziastică oameni devotați lui. Nobilimea locală a putut fi integrată în sistemul feudal prin crearea unei grupări de "fideli" ai ducelui în cadrul ierarhiei militare. William, care reușește până în 1055 să recâștige controlul asupra întregului ducat, se va folosi de această grupare de baroni pentru a-și organiza cavaleria grea care va decide apoi importanta bătălie de la Hastings. Deși organizarea militară era redusă la anturajul ducal, casa de Normandia a reușit să-și consolideze în 1063 poziția, adăugând comitatul Maine domeniilor sale.

### Normandia în organizațiile statale ale anglo-normanzilor și ale neamuluiPlantagenet(1066-1204)
Prin victoria de la Hastings din 1066 ducele normand, cunoscut de acum înainte sub numele de William Cuceritorul, a urcat pe tronul Angliei, pe care-l revendicase considerându-se urmașul vărului său Eduard Confesorul. Normandia a rămas sub stăpânirea sa și a devenit un principat cu o organizare feudală extrem de strictă, care nu acorda decât mărcilor o anumită autonomie. După moartea lui William ducatul Normandiei i-a revenit fiului său mai mare, Robert Courteheuse, regatul Angliei celui de-al doilea născut, William al II-lea Rufus. Cel din urmă a purtat în 1087 un război împotriva Normandiei, dorind să o încorporeze printre domeniile sale. Roadele acestui conflict le-a cules Henric I, mezinul lui William Cuceritorul, care a moștenit în anul 1100 tronul Angliei și l-a învins în 1106 pe Robert Courteheuse, reinstaurând astfel domeniul anglo-normand. După moartea lui Henric în 1135 o parte a baronilor normanzi a refuzat să recunoască dreptul lui Geoffrey al V-lea de Plantagenet-Anjou asupra ducatului, susținându-l pe Ștefan de Blois, nepotul lui William Cuceritorul pe linie feminină. Geoffrey al V-lea, conte de Anjou, era căsătorit cu Matilda (1102-1167), fiica regelui Henric I și, ca văduvă a împăratului Henric al V-lea, împărăteasă a Sfântului Imperiu Roman. Conflictul dintre casele Plantagenet și Blois a fost decis de-abia în 1150, odată cu urcarea pe tronul normand a lui Henric al II-lea Plantagenet, fiul împărătesei Matilda și al lui Geoffrey de Anjou. Acesta a adăugat domeniilor sale comitatul Anjou (în 1151), Aquitania (în 1152) și regatul Angliei (în 1154), formând astfel așa-numitul "Imperiu Angevin".
Urmașii lui William Cuceritorul au continuat opera acestuia de centralizare și uniformizare în guvernare și administrație. Jurisprudența a luat avânt în timpul domniei lui Henric I, mai ales datorită numirii de judecători călători. O primă legislație a Normandiei a fost redactată în jurul anului 1200: Coutumes de Normandie. Prin crearea unui Échiquier normand ca cea mai înaltă instanță juridică și administrativă, cu un sediu permanent la Caen (din 1170-1175) s-a consolidat organizarea fiscală a ducatului. În administrația locală Henric al II-lea s-a folosit de o nouă clasă de funcționari pentru a-și impune autoritatea față de nobilime, de așa-numiții bailli. Aceaștia erau mult mai devotați suveranului, funcțiunile lor nefiind ereditare.   